# Steroidi
Steroidi su skupina lipida čije se molekule sastoje od četiriju međusobno povezanih prstenova ugljikovih atoma na koje su vezane različite funkcionalne skupine. Tri su prstena u molekuli šesterokutna, a jedan peterokutni.
Nalaze se u svim živim stanicama, topljivi su u uljima, mastima i alkoholima. Osnovni je steroid kolesterol (gradivni dio membrana stanica životinja); njegovim se odlaganjem na stijenke arterija i mišićni sloj ispod njih mogu stvoriti naslage koje dovode do smanjenja krvnoga protoka te do začepljenja krvnih žila.
Najpoznatiji steroidi su muški i ženski spolni hormoni (npr. testosteron i estrogen), vitamin D, kortizon, biljni kardiotonični steroidi itd. 